# Ian Bell (programmeur)
Pour les articles homonymes, voir Ian Bell et Bell.
Ian Bell (né le 31 octobre 1962 à Hatfield, Hertfordshire) est un programmeur de jeux vidéo britannique. Il est surtout connu pour avoir conçu et développé le jeu Elite avec David Braben.